# Harold Wilson
James Harold Wilson, Barón Wilson de Rievaulx. (Huddersfield, Yorkshire del Oeste, 11 de marzo de 1916-Londres, 24 de mayo de 1995), fue un político británico del Partido Laborista, primer ministro del Reino Unido en dos ocasiones.

## Comienzos
Wilson nació en Huddersfield, Inglaterra, en 1916, casi al mismo tiempo que su gran rival, Edward Heath. Venía de una familia política: su padre, Herbert, había sido afiliado del Partido Liberal aunque más tarde pasó a las filas del laborismo. Cuando Wilson tenía ocho años viajó a Londres, donde se fotografió en la puerta del 10 de Downing Street. Esa imagen se haría muy famosa cuando fue él quien ocupó la residencia del primer ministro.
Wilson ganó una beca para asistir a la escuela local, Royds Hall Secondary School, en Huddersfield. Su educación se vio interrumpida en 1931 cuando enfermó de tifus tras beber leche contaminada. Tardó varios meses en recuperarse. Al año siguiente, su padre, un industrial químico, fue despedido y la familia se mudó a Spital on the Wirral para encontrar trabajo. Wilson cursó el 6.º año en la Wirral Grammar School for Boys.
Harold fue buen estudiante y gracias a los buenos resultados en el colegio ganó una beca para estudiar Historia en el Jesus College de Oxford, en 1934. En Oxford, Wilson fue discretamente activo en política como miembro del Partido Liberal, pero más tarde, fue influido por G. D. H. Cole para pasarse al Partido Laborista.
Tras su primer año en Historia, cambió sus estudios por Filosofía, Política y Economía, en los que se licenció con Matrícula de Honor. Continuó en la vida académica, convirtiéndose en uno de los profesores de Oxford más jóvenes del siglo.
Wilson daba clases de Economía en el New College en 1937 y de Historia Económica en el University College en 1938. Durante gran parte de esta etapa, fue ayudante de investigación de William Beveridge cuando estaba en paro.
En 1940 se casó con Gladys Baldwin, cuyo matrimonio duró toda su vida.
En el inicio de la Segunda Guerra Mundial, Wilson fue voluntario para el servicio militar, pero lo evaluaron como especialista y lo trasladaron al servicio civil. Durante la mayor parte de la guerra, trabajó como estadista y economista para la industria del carbón.
Fue director de Economía y Estadística del Ministerio de Energía entre 1943 y 1944. De ahí nació su interés en la estadística.
Como presidente del Consejo de Comercio, fue el principal impulsor de la Ley de Estadística de Comercio de 1947, que aún es el referente legal para recoger la mayoría de datos estadísticos en Gran Bretaña. Como primer ministro, nombró a Claus Moser jefe del Gabinete central de Estadística. Fue también Presidente de la Real Sociedad Estadística entre 1972 y 1973.

## En el Parlamento

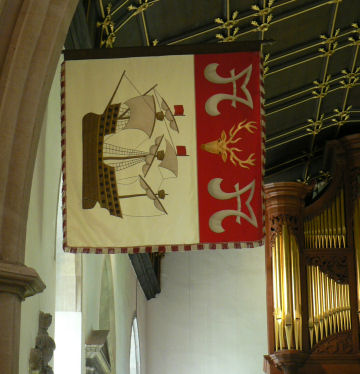
Estandarte de la Liga de Lord Wilson de Rievaulx, Capilla de Jesus College, Oxford.

A medida que la Segunda Guerra Mundial finalizaba, procuró buscar una candidatura para las inminentes elecciones generales. Fue elegido para Ormskirk, que entonces estaba gobernado por Stephen King-Hall. Wilson llegó a un acuerdo para ser candidato inmediatamente en lugar de retrasar su candidatura hasta que las elecciones fueran convocadas, por lo que tuvo que darse de baja en el servicio civil. En el tiempo que tardaron en convocarse elecciones, escribió "A new Deal for Coal" (un nuevo reparto del carbón), en el que empleó la experiencia que había adquirido durante la guerra para defender que la nacionalización de las minas de carbón mejoraría su rendimiento.
En las elecciones generales de 1945, Wilson ganó su escaño en las filas del Partido Laborista. Para su propia sorpresa, inmediatamente fue elegido para el gobierno como secretario del Ministerio de Trabajo. Dos años más tarde, se convirtió en Secretario de Comercio Internacional, cargo con el que hizo varios viajes a la Unión Soviética para negociar acuerdos sobre materias primas. Sus oponentes calificarían más tarde estos viajes como sospechosos.
El 14 de octubre de 1947 fue elegido presidente del Consejo de Comercio, llegando a convertirse en el miembro del Gabinete más joven del siglo XX, con treinta y un años de edad. Lideró el proceso de eliminación del racionamiento de la guerra. Fue reelegido en las generales de 1950, aunque esta vez por el escaño de Huyton.
Wilson comenzó a ser conocido como simpatizante del ala más izquierdista, y se unió a Aneurin Bevan cuando ambos dimitieron del Gobierno en 1951 como protesta a los cambios en el Sistema Nacional de Salud para poder ajustarse a las exigencias financieras del presupuesto impuestas por la guerra de Corea.

## Primer ministro
Como primer ministro Harold Wilson promulgó reformas sociales en educación, salud, vivienda, igualdad de sexos, controles de precios, pensiones, disposiciones para personas con discapacidad y pobreza infantil.
Su primera victoria electoral el 15 de octubre de 1964 lo vio ganar con una pequeña mayoría de 4, que aumentó significativamente a 98 después de una segunda elección general el 31 de marzo de 1966. Como primer ministro de 1964 a 1970, su plan principal era modernizarse. Él creía que sería ayudado por el «calor blanco de la revolución tecnológica». Su gobierno apoyó a los diputados de backbench en la liberalización de las leyes sobre censura, divorcio, aborto y homosexualidad, y abolió la pena capital. Se tomaron medidas cruciales para detener la discriminación contra las mujeres y las minorías étnicas, y el gobierno de Wilson también creó la Universidad Abierta.
El gobierno de Wilson confió en la planificación económica como forma de resolver los problemas económicos de Gran Bretaña. La estrategia del gobierno consistía en crear un Departamento de Asuntos Económicos (DEA) que elaboraría un Plan Nacional que pretendía promover el crecimiento y la inversión. Wilson creía que el progreso científico era la clave para el avance económico y social, para ello creó el Real Ministerio de Tecnología (abreviado como 'Mintech') que coordinaba la investigación y el desarrollo y apoyaría la adopción rápida de nuevas tecnologías por parte de la industria, con la ayuda de mejoras de infraestructura financiadas por el gobierno.
En comparación, su visión de los asuntos exteriores se estaba modernizando menos. Quería mantener el papel mundial de Gran Bretaña manteniendo unida a la Commonwealth y fomentando la alianza angloamericana. Por ejemplo, su enfoque de la guerra de Vietnam lo vio equilibrar hábilmente las ambiciones modernistas con los intereses angloamericanos cuando, a pesar de las reiteradas solicitudes estadounidenses, mantuvo a las tropas británicas fuera mientras mantenía buenas relaciones. El biógrafo de Wilson, Philip Ziegler, caracteriza su papel de «agente honesto».
Sin embargo, tuvo que remodelar fundamentalmente el papel mundial de Gran Bretaña después de heredar un ejército sobrecargado y un déficit de balanza de pagos de £ 400 millones, lo que había causado sucesivas crisis de la libra esterlina. Wilson se vio obligado a devaluar la libra en noviembre de 1967. Para resolver estos dos problemas interrelacionados, Wilson lanzó una Revisión de Defensa (1964 a 1965) y creó el Departamento de Asuntos Económicos, que buscaba implementar un ambicioso Plan Nacional. Su gobierno anunció a regañadientes la retirada gradual de Gran Bretaña del estratégicamente importante Este de Suez. A pesar de sus dudas iniciales, Wilson reconoció el valor de ser miembro de la Comunidad Económica Europea (CEE), pero su solicitud de 1967 no tuvo éxito. Creyendo que su popularidad había aumentado, Wilson convocó a elecciones generales el 18 de junio de 1970, pero sufrió la derrota del Partido Conservador bajo Edward Heath.
Wilson se aferró al liderazgo laborista. Las próximas elecciones generales del 28 de febrero de 1974 resultaron en un parlamento colgado y formó un gobierno minoritario. Convocó de nuevo elecciones el 10 de octubre de 1974 en las que aseguró una pequeña mayoría de tres.
Sus siguientes dos años como primer ministro lo vieron concentrarse en gran medida en la política interna, logrando reformas sociales en educación, salud, vivienda, igualdad de género, controles de precios, pensiones, disposiciones para personas con discapacidad y pobreza infantil. Como resultado, el impuesto sobre la renta de los que más ganaban aumentó al 83%. La creación de empleo siguió siendo un problema. 
Limitó el daño causado por las diferentes opiniones dentro de su partido [cita requerida]durante la renegociación de los términos de incorporación a la CEE de Gran Bretaña. También trató de resolver los problemas entre los nacionalistas y los unionistas en Irlanda del Norte, pero finalmente no tuvo éxito.

## Dimisión

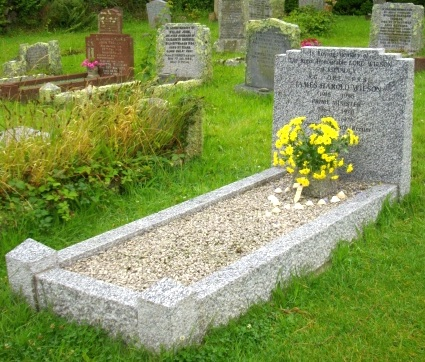
Tumba de Harold Wilson en St Mary's, Old Town.

El 16 de marzo de 1976, Wilson sorprendió a la nación anunciando su dimisión como primer ministro. Afirmó que siempre había planeado su dimisión a la edad de sesenta años, y que estaba física y mentalmente agotado. A finales de la década de 1960, había estado diciendo a sus allegados, como su doctor Sir Joseph Stone (luego Lord Stone de Hendon), que no tenía intención de servir más de ocho o nueve años como primer ministro. Sin embargo, sobre 1976 probablemente ya era consciente de los primeros síntomas de Alzheimer, cuando su antiguamente excelente memoria y fuerza de concentración comenzó a fallar.
La reina Isabel II fue a cenar al 10 de Downing Street para señalar su dimisión, un honor que solo ha concedido a otro primer ministro, Winston Churchill. James Callaghan, líder del Partido Laborista, le sucedió en el cargo de primer ministro.